# لوسهایم ام زی
لوسهایم ام زی (به آلمانی: Losheim am See) یک شهر در آلمان است که در زارلاند واقع شده‌است.

## خصوصیات
لوسهایم ام زی ۹۶٫۷۹ کیلومترمربع مساحت دارد ۳۳۰-۵۱۰ متر بالاتر از سطح دریا واقع شده‌است.

## خواهرخوانده
شهرهای کاپانوری، Lacroix-Saint-Ouen و کوپارگو خواهرخوانده‌های لوسهایم ام زی هستند.